# I dynastia z Kraju Nadmorskiego
I dynastia z Kraju Nadmorskiego – mezopotamska dynastia królewska wymieniana w babilońskich listach królów wśród dynastii rządzących Babilonią.

## Nazwa dynastii
W zachowanych babilońskich listach królewskich dynastia ta zwana jest po sumeryjsku BALA ÙRU.KÙ.'KI' (w Babilońskiej liście królów B), BALA ÙRU.KU6 (w Babilońskiej liście królów A) i é-uru-kù-gaki (w Kronice dynastycznej), co tłumaczyć można jako „dynastia z Uru-ku(g)/E'uruku(g)”. W.G. Lambert założył, że nazwa tej dynastii wzięła się od miasta zwanego Uru-ku(g) lub E'uruku(g), które musiało być jej główną siedzibą. Współcześnie dynastia ta znana jest jednak jako „dynastia z Kraju Nadmorskiego”, jako że w tekstach powstałych już po jej upadku jej władcy (np. Gulkiszar i Ea-gamil) nazywani byli królami Kraju Nadmorskiego.

## Władcy należący do dynastii
Imiona władców z tej dynastii przetrwały w Babilońskiej liście królów A, Babilońskiej liście królów B, Synchronistycznej liście królów i Kronice dynastycznej, ale kompletna ich lista zachowała się jedynie w dwóch pierwszych źródłach. Babilońska lista królów A wymienia imiona jedenastu władców, którzy w sumie panować mieli przez 368 lat. Babilońska lista królów B również wymienia jedenastu władców, choć w podsumowaniu błędnie podaje, że do dynastii tej należeć miało tylko dziesięciu władców. W oparciu o wszystkie cztery źródła możliwa jest następująca rekonstrukcja listy władców z tej dynastii:
- Ili-ma-AN (odczyt imienia niepewny)
- Itti-ili-nibi
- Damqi-iliszu
- Iszkibal
- Szuszszi
- Gulkiszar
- Peszgaldaramasz
- Adarakalama
- Akurduana
- Melamkurkura
- Ea-gamil[3]

## Dzieje
W Babilońskiej liście królów A, Babilońskiej liście królów B i Kronice dynastycznej władcy z tej dynastii wymieniani są po władcach z I dynastii z Babilonu. Z Kroniki wczesnych królów wiemy jednak, iż Ili-ma-AN, założyciel I dynastii z Kraju Nadmorskiego, współczesny był Samsu-ilunie (1749-1712 p.n.e.) i Abi-eszuhowi (1711-1684 p.n.e.) z I dynastii z Babilonu. Ze źródła tego wynika, iż Ili-ma-AN wzniecił w Kraju Nadmorskim powstanie przeciw rządom władców z Babilonu, pokonał w bitwie wojska Samsu-iluny, a później wymknął się próbującemu go pojmać Abi-eszuhowi. Z faktu, iż to właśnie Ili-ma-AN wymieniany jest w listach królewskich jako założyciel dynastii z Kraju Nadmorskiego, wnioskować można, iż udało mu się w końcu wywalczyć niezależność Kraju Nadmorskiego od Babilonu.
Założenie to potwierdza odkrycie w Nippur pięciu tekstów ekonomicznych datowanych jego „nazwami rocznymi”. 
O innych władcach z dynastii wiadomo jest bardzo niewiele. Damqi-iliszu dotyczyć może wzmianka w Kronice dynastycznej, nazywająca Simbar-Szipaka, pierwszego władcę z II dynastii z Kraju Nadmorskiego, „człowiekiem z dynastii Damqi-iliszu”. Znany jest też tekst dotyczący wyrobu szkła datowany „nazwą roczną” Gulkiszara. W końcu Kronika wczesnych królów wspomina o Ea-gamilu, ostatnim władcy z dynastii, który uciec miał z Kraju Nadmorskiego do Elamu przed najazdem kasyckiego króla Ulam-Buriasza (1 poł. XV wieku?). Najazd ten, zakończony zdobyciem Kraju Nadmorskiego, doprowadził do upadku dynastii. 
Obecność władców z dynastii z Kraju Nadmorskiego w babilońskich listach królów skłoniła wielu badaczy do postawienia tezy, iż przynajmniej jeden z nich musiał kiedyś panować nad Babilonem, ale jak na razie nie ma bezpośrednich dowodów, które potwierdziłyby tę tezę.